# Gare de Pry
La gare de Pry est une gare ferroviaire belge de la ligne 132 de Charleroi à Couvin, située dans le village de Pry sur le territoire de la commune de  Walcourt dans la province de Namur. 
C'est une halte voyageurs de la Société nationale des chemins de fer belges (SNCB) desservie par des trains Suburbains (S64) et d’Heure de pointe (P).

## Situation ferroviaire
La gare de Pry est située au point kilométrique (PK) 20,60 le long de la ligne 132 de Charleroi à Couvin, entre les gares de Berzée et de Walcourt.

## Histoire
La halte de Pry reçoit un petit bâtiment servant de bureau guichet, salle d'attente et magasin à colis dont la construction a été adjugée en 1900. Apparenté au plan type 1893, dont il constitue l'aile des voyageurs, ce bâtiment devait être complété par le corps de logis et l'aile des annexes (WC, locaux de service) à l'issue d'une adjudication prévue le 11 août 1914 à Marcinelle. La survenue de la Guerre annule ce projet d'agrandissement.

## Service des voyageurs

### Desserte
Pry est desservie par des trains d'Heure de pointe (P) et quelques trains S64 de la SNCB (voir brochure de la ligne 132).
En semaine, il n’y a aucune desserte les heures creuses car les trains de voyageurs franchissent la gare de Cour-sur-Heure sans s’y arrêter. La desserte est irrégulière et comprend au total 13 trains par jour :
- cinq trains P entre Couvin ou Walcourt et Charleroi-Central (le matin) ;
- deux trains P entre Charleroi-Central et Couvin (le matin) ;
- un train S64 entre Couvin et Charleroi-Central (l’après-midi) ;
- deux trains P entre Charleroi-Central et Couvin ou Walcourt (l’après-midi) ;
- un train P entre Couvin et Charleroi-Central deux trains P entre Charleroi-Central et Couvin (en début de soirée).

Les week-ends et jours fériés, la gare de Pry n’est pas desservie par les trains de voyageurs qui circulent sur la ligne 132.

## Comptage voyageurs
Le graphique et le tableau montrent le nombre de passagers qui en moyenne embarquent durant la semaine, le samedi et le dimanche.
| Nombre de voyageurs qui embarquent à la gare de Pry | Nombre de voyageurs qui embarquent à la gare de Pry | Nombre de voyageurs qui embarquent à la gare de Pry | Nombre de voyageurs qui embarquent à la gare de Pry |
|                                                     | Semaine                                             | Samedi                                              | Dimanche                                            |
| --------------------------------------------------- | --------------------------------------------------- | --------------------------------------------------- | --------------------------------------------------- |
| 1977                                                | 77                                                  | 28                                                  | 21                                                  |
| 1978                                                | 60                                                  | 12                                                  | 10                                                  |
| 1979                                                | 73                                                  | 27                                                  | 21                                                  |
| 1980                                                | 59                                                  | 19                                                  | 13                                                  |
| 1981                                                | 54                                                  | 24                                                  | 18                                                  |
| 1982                                                | 62                                                  | 18                                                  | -                                                   |
| 1983                                                | 53                                                  | 24                                                  | -                                                   |
| 1984                                                | 52                                                  | 21                                                  | 21                                                  |
| 1985                                                | 56                                                  | 37                                                  | 18                                                  |
| 1986                                                | 49                                                  | 21                                                  | 19                                                  |
| 1987                                                | 45                                                  | 15                                                  | 20                                                  |
| 1988                                                | 51                                                  | 17                                                  | 16                                                  |
| 1989                                                | 45                                                  | 21                                                  | 9                                                   |
| 1990                                                | 41                                                  | 6                                                   | 9                                                   |
| 1991                                                | 34                                                  | 16                                                  | 13                                                  |
| 1992                                                | 41                                                  | 15                                                  | 12                                                  |
| 1993                                                | 14                                                  | -                                                   | -                                                   |
| 1994                                                | 12                                                  | -                                                   | -                                                   |
| 1995                                                | 8                                                   | -                                                   | -                                                   |
| 1996                                                | 12                                                  | -                                                   | -                                                   |
| 1997                                                | 7                                                   | -                                                   | -                                                   |
| 1998                                                | 6                                                   | -                                                   | -                                                   |
| 1999                                                | 7                                                   | -                                                   | -                                                   |
| 2000                                                | 9                                                   | -                                                   | -                                                   |
| 2001                                                | 10                                                  | -                                                   | -                                                   |
| 2002                                                | 11                                                  | -                                                   | -                                                   |
| 2003                                                | 15                                                  | -                                                   | -                                                   |
| 2004                                                | 21                                                  | -                                                   | -                                                   |
| 2005                                                | 20                                                  | -                                                   | -                                                   |
| 2006                                                | 26                                                  | -                                                   | -                                                   |
| 2007                                                | 17                                                  | -                                                   | -                                                   |
| 2008                                                | -                                                   | -                                                   | -                                                   |
| 2009                                                | 27                                                  | -                                                   | -                                                   |
| 2010                                                | -                                                   | -                                                   | -                                                   |
| 2011                                                | -                                                   | -                                                   | -                                                   |
| 2012                                                | 21                                                  | -                                                   | -                                                   |
| 2013                                                | 28                                                  | -                                                   | -                                                   |
| 2014                                                | 23                                                  | -                                                   | -                                                   |
| 2015                                                | 24                                                  | -                                                   | -                                                   |
| 2016                                                | 33                                                  | -                                                   | -                                                   |
| 2017                                                | 30                                                  | -                                                   | -                                                   |
| 2018                                                | 24                                                  | -                                                   | -                                                   |
| 2019                                                | 25                                                  | -                                                   | -                                                   |
| 2020                                                | 19                                                  | -                                                   | -                                                   |
| 2021                                                | -                                                   | -                                                   | -                                                   |
| 2022                                                | 21                                                  | -                                                   | -                                                   |
| 2023                                                | 30                                                  | -                                                   | -                                                   |
| 2024                                                | 16                                                  | -                                                   | -                                                   |

## Patrimoine ferroviaire

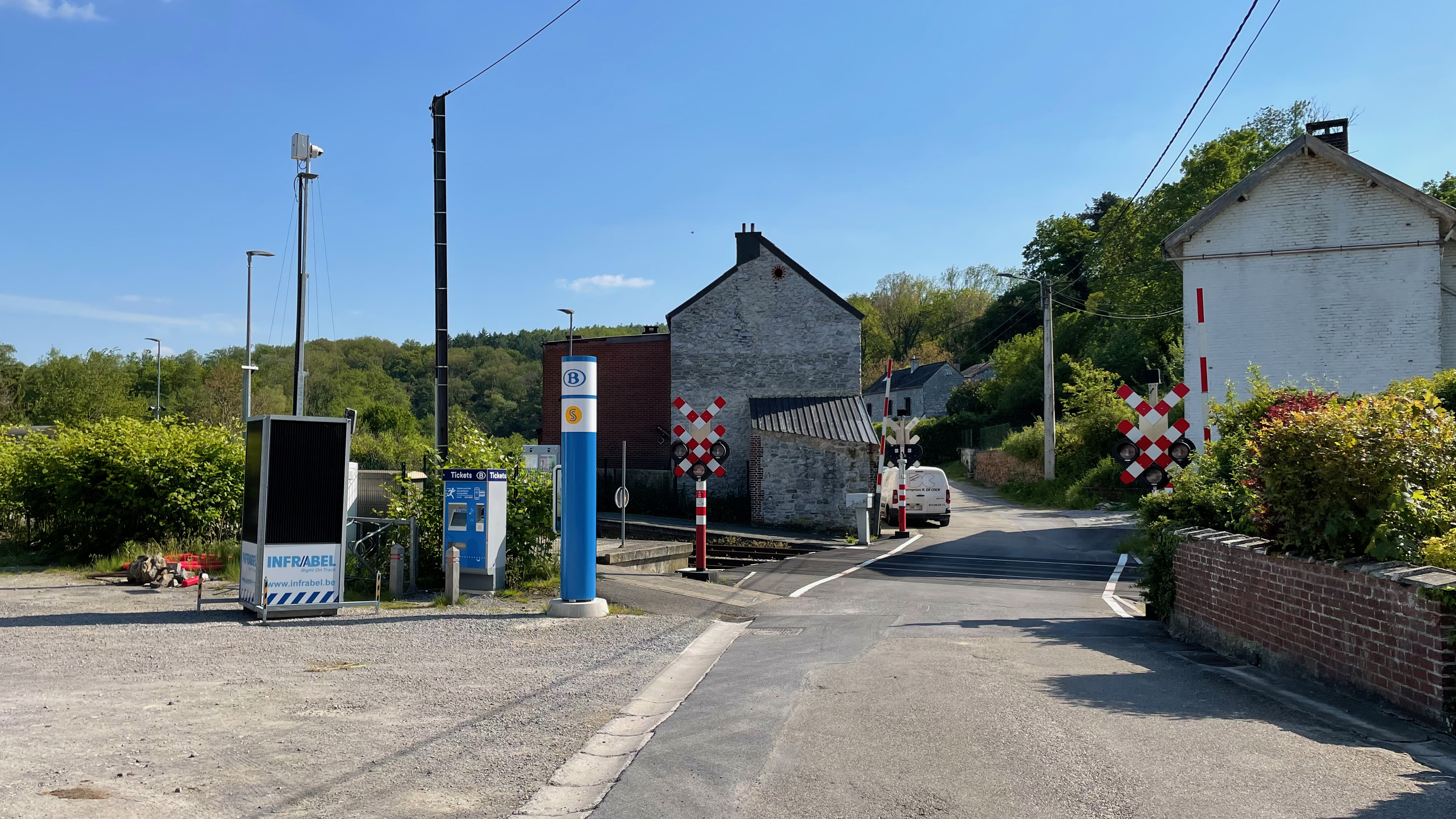
Passage à niveau.
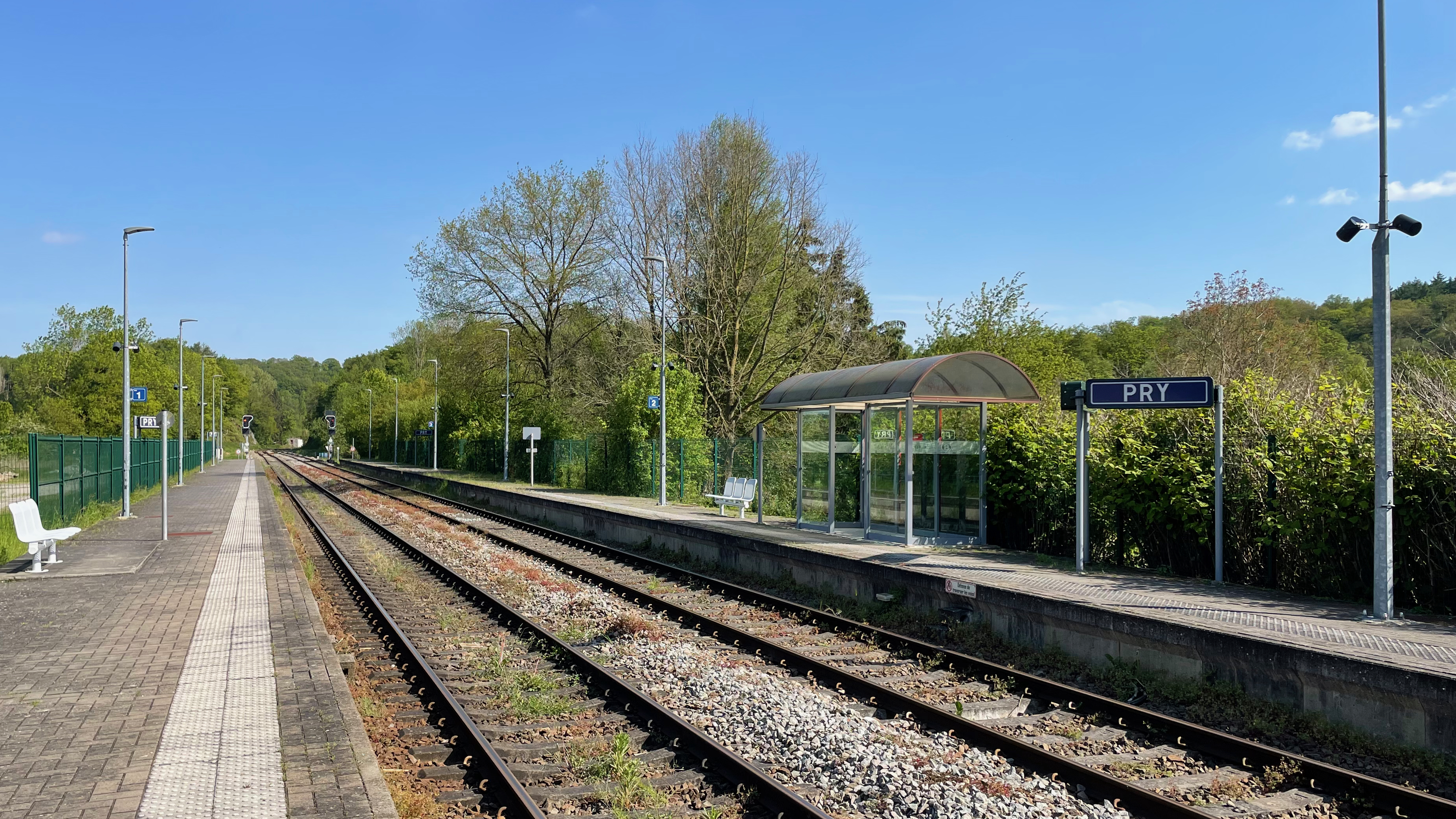
Quais de la halte.
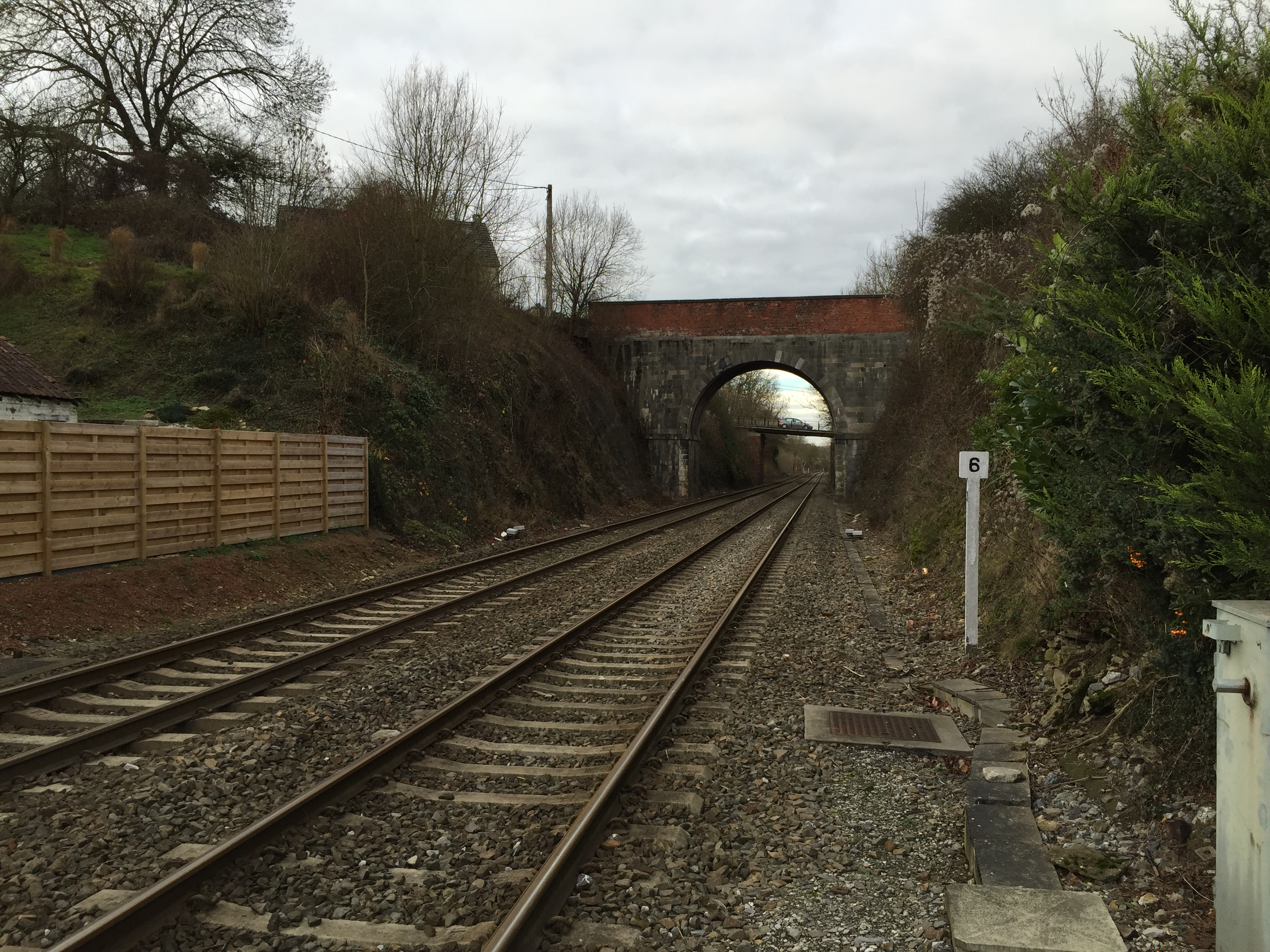
Pont routier.